# Ikhlidjene
Ikhlidjene est un village situé dans la commune de Larbaâ Nath Irathen, dans la wilaya de Tizi Ouzou en Algérie. Il est constitué de quatre hameaux : Taourirt Lalla, Agoulmime, Imatoukene et Aït Ali. Le village compte 1 105 habitants[réf. nécessaire].
Durant les feux de forêt de 2021 en Algérie, le village Ikhlidjene a été l'un des plus affectés, avec d'importants dégâts humains (une vingtaine de morts et des centaines de blessés) et matériels (plusieurs maisons brûlée).

## Étymologie
Le nom Ikhlidjene vient du mot Takhlidjt, qui désigne le hameau. Ikhlidjene est le pluriel de Takhlidjt.